# Richia ebenea
Richia ebenea är en fjärilsart som beskrevs av Max Wilhelm Karl Draudt 1924. Richia ebenea ingår i släktet Richia och familjen nattflyn. Inga underarter finns listade.